# ブリオーネ (トレント県)
ブリオーネ（イタリア語: Brione）は、イタリア共和国トレンティーノ＝アルト・アディジェ州トレント自治県ボルゴ・キエーゼにある分離集落（フラツィオーネ）。
かつては独立の自治体（コムーネ）であったが、2016年1月1日に近隣のチーメゴ、コンディーノと合併し、新自治体の一部となった。

## 地理

### 位置・広がり
県南西部に位置し、西端をストーロと接する他はコンディーノに囲まれている。